# Ground Zero (Roman)
Ground Zero lautet der deutsche Titel des Romans Carriers von Patrick Lynch. Das Buch erschien 1995 und verhalf dem Autor zum sofortigen Durchbruch.

## Handlung
Im Regenwald von Sumatra breitet sich ein neuartiges Virus zu einer Seuche aus. Die Sterblichkeitsrate liegt bei 100 %, das Virus löst hämorrhagisches Fieber, vergleichbar mit Ebola aus und wird per Tröpfcheninfektion übertragen. Das indonesische Militär versucht durch Absperrungen erfolglos das Virus an der Verbreitung zu hindern. Nach und nach wird die gesamte Insel zum Seuchengebiet. Aufgrund der Lieferung von Primaten zu Versuchszwecken kommt es auch in den USA zu mehreren Todesfällen, diese beschränken sich jedoch auf das Personal der Quarantänestation. Einen weiteren Krankheitsausbruch gibt es in London, da sich ein Wissenschaftler, der die langfristigen Folgen der Abholzung des Regenwaldes untersuchen wollte, auf Sumatra infizierte.
Carmen Travis wird als leitende Pathologin des USAMRIID mit einem Team nach Sumatra geschickt, um die Ursache der Seuche herauszufinden. In diesem Zusammenhang wird der Ausbruchsort der Seuche als Ground Zero bezeichnet. Erste Anlaufstelle des Teams ist die Stadt Muaratebo, da hier das erste offizielle Todesopfer auftrat. Es handelt sich dabei um den Mann, der die oben erwähnten Primaten einfing und weiterverkaufte.
Zweite Hauptperson ist Holly Becker aus New York. Ihr Ex-Mann ist Botaniker und arbeitet im Rafflesia-Camp in der Nähe von Muaratebo. Während der Ferien besuchen die Zwillingstöchter der beiden ihren Vater. Auch dort kommt es zum Ausbruch der Seuche, so dass der Kontakt zum Camp abreißt. Holly Becker macht sich eigenständig auf den Weg ins Rafflesia-Camp und umgeht mit Unterstützung von Einheimischen alle Absperrungen. Bei Hollys Eintreffen sind die Bewohner des Camps tot und teilweise begraben. Carmen Travis und ihr Team treffen einige Tage später im Camp ein und vermuten aufgrund einer Kinderleiche auch Hollys Kinder unter den Toten.
Gemeinsam macht sich das Team weiter auf die Suche nach den Ursachen der Seuche. Dabei treffen sie im Dschungel auf die überlebenden Zwillinge. Durch ergänzende Nachforschungen von Carmens Kollegen in den USA ergibt sich die Lösung. Holly Becker hat sich, um schwanger zu werden, einer Fruchtbarkeitsbehandlung unterzogen. Dabei wurden illegalerweise Genexperimente mit durchgeführt. Beim Zusammentreffen der veränderten genetischen Struktur der Zwillinge mit der Umgebung des indonesischen Dschungels kam es zur Bildung des Supervirus. Es gibt also keinen geografisch bestimmbaren Ausbruchsort und keine Übertragung durch Tiere.